# Synagoge (Naroulja)

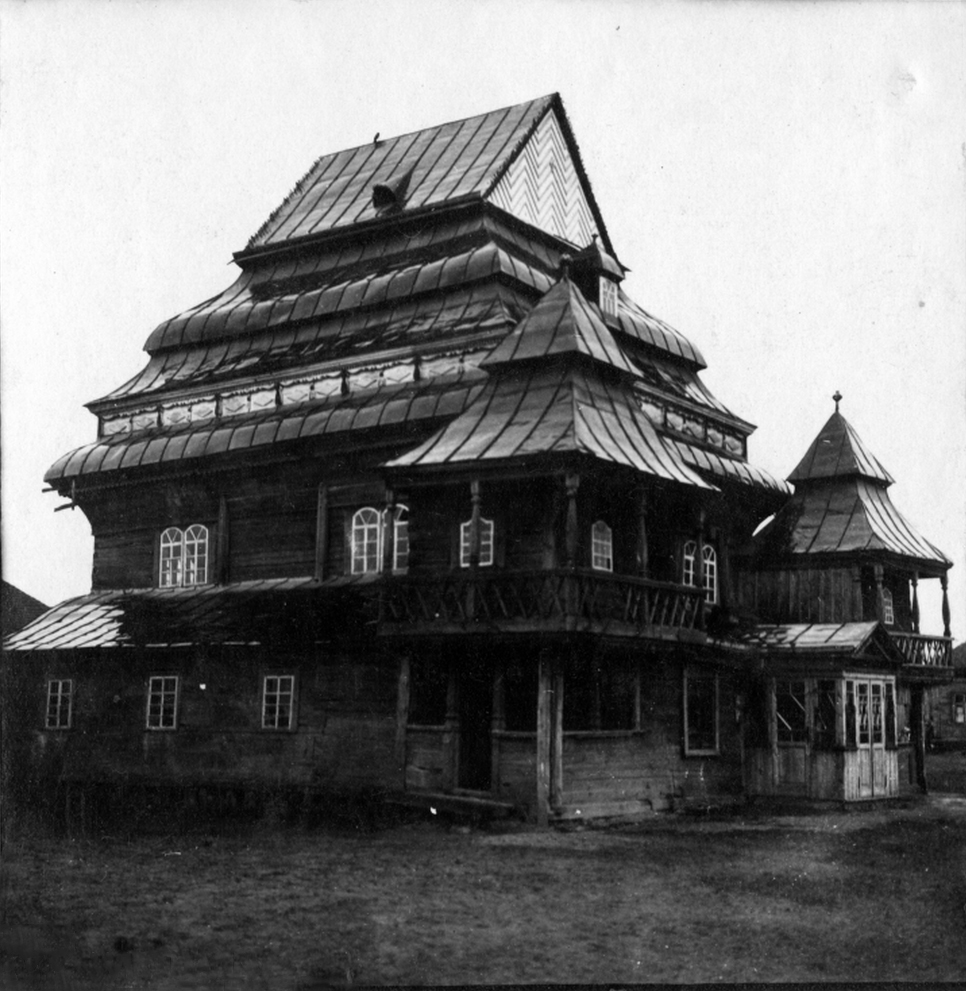
Synagoge (1916)

Die Synagoge in Naroulja, einer belarussischen Stadt in der Homelskaja Woblasz, hatte eine der imposantesten Dachkonstruktionen aller Holzsynagogen in der Adelsrepublik Polen-Litauen (1569–1795).

## Geschichte
Die Synagoge stammte aus dem 18. Jahrhundert, wobei verschiedene Quellen sowohl den Beginn als auch das letzte Viertel dieses Jahrhunderts angeben.
Zu Beginn des 20. Jahrhunderts wurden im Eingangsbereich noch einmal Umbauarbeiten durchgeführt und das Dach mit Blech abgedeckt.
Da für die Zeit nach dem Ersten Weltkrieg weder Fotos noch aktuelle Zeichnungen noch Beschreibungen vorliegen, ist davon auszugehen, dass das Gebäude bereits in dieser Zeit oder kurz danach zerstört wurde. Allerdings wird in einigen Quellen auch der Zweite Weltkrieg als Datum der Zerstörung angegeben.

## Architektur
Die große, rechteckige Haupthalle maß 10,80 × 8,60 m und war an drei Seiten von niedrigeren Räumen umgeben: im Westen von der Vorhalle sowie im Süden und Norden von den Gebetsräumen der Frauen. Der Eingang zur Vorhalle und von dort zur Haupthalle an der Westseite erfolgte durch einen von Säulen getragenen Portikus mit Giebel. Im Norden und Süden dieser Seite befanden sich Eckpavillons, die im Erdgeschoss die Zugänge zu den Frauengebetsräumen sowie Treppen zu den Räumen im ersten Geschoss hatten.
Die Frauenräume hatten je drei rechteckige Fenster; darüber waren in jeder Wand je zwei Fensterpaare, die das Licht zur Haupthalle hereinließen.
Das Dach hatte bis zu vier Stockwerke, die aus konkaven, konvexen und geraden Hängen bestanden. Diese waren durch Gesimse unterschiedlicher Höhe voneinander getrennt. Zwischen dem ersten konvexen Dach und dem zweiten konkaven befand sich ein dekorativer Fries.
Die Eckpavillons hatten zweigeschossige Zeltdächer, die Dächer der Frauenräume lehnten sich an die Seitenwände an.
Die Bauweise des gesamten Gebäudes deutete darauf hin, dass Haupthalle, Vorhalle, Frauenräume und Eckpavillons gleichzeitig errichtet wurden.
Weil von dem Innenraum weder Zeichnungen, Fotos noch sonstige Aufzeichnungen existieren, ist über die Bima und den Toraschrein nichts bekannt.